# Linia kolejowa nr 96
Linia kolejowa nr 96 – linia znaczenia państwowego łącząca stację Tarnów z przystankiem Leluchów. W całości jest zelektryfikowana. Linia ta jest popularnie określana jako „kryniczanka”. Na wielu odcinkach wzdłuż linii kolejowej płynie rzeka Poprad oraz biegnie widokowa droga wojewódzka nr 971 z Piwnicznej-Zdroju do Krynicy-Zdroju.

## Historia
Decyzję o budowie kolei tarnowsko-leluchowskiej podjął parlament austriacki 22 kwietnia 1873 roku. 18 sierpnia 1876, w dniu 46. urodzin cesarza Franciszka Józefa I, linia została oddana do eksploatacji.
Gwałtowne ulewy na terenie Polski w czerwcu 2010 spowodowały podmycie torów i osunięcie skarp w wielu miejscach na trasie. Uniemożliwiło to prowadzenie ruchu pociągów na całej linii kolejowej. Według zapewnień zarządcy torów – PKP Polskie Linie Kolejowe – wznowienie ruchu kolejowego na odcinku Tarnów – Stróże planowane było na drugą połowę czerwca, a udrożnienie odcinka Stary Sącz – Krynica-Zdrój na przełom czerwca i lipca.
Odbudowa zniszczonego 4 czerwca 2010 mostu na rzece Poprad w okolicach Nowego Sącza trwała pół roku; do tego czasu wszystkie miejscowości od Starego Sącza w kierunku Krynicy były odcięte od polskiej sieci kolejowej. Uruchomiono tam autobusową komunikację zastępczą. 15 stycznia 2011 r. oddano do użytku nowy most nad Popradem, przywracając połączenie Muszyny i Krynicy z resztą polskiej sieci kolejowej. Pierwszy rozkładowy pociąg TLK z Gdyni uruchamiany przez PKP Intercity przyjechał do stacji Krynica 16 stycznia 2011 r. W latach 2010–2011 linia na odcinku Tarnów – Stróże została zmodernizowana w ramach Regionalnego Programu Operacyjnego.
5 maja 2017 PKP PLK podpisały ze Skanską umowę na modernizację odcinka Grybów – Kamionka Wielka.

## Opis linii
- Kategoria linii: pierwszorzędna
- Klasa linii:
  - C3 na całej długości
- Liczba torów[7]:
  - jednotorowa na odcinkach:
    - 0,458 – 56,841
    - 79,364 – 80,167
    - 88,567 – 146,374

  - dwutorowa na odcinkach:
    - 56,841 – 79,364
    - 80,167 – 88,567
- Sposób wykorzystania: czynna
- Elektryfikacja: na całej długości
- Szerokość toru: normalnotorowa
- Przeznaczenie linii: pasażersko-towarowa

| odcinek linii | odcinek linii | pociągi pasażerskie | szynobusy | pociągi towarowe |
| km pocz.      | km końcowy    | pociągi pasażerskie | szynobusy | pociągi towarowe |
| 0,458         | 1,400         | 40                  | 40        | 40               |
| 1,400         | 3,000         | 70                  | 70        | 60               |
| 3,000         | 4,000         | 100                 | 100       | 60               |
| 4,000         | 8,350         | 100                 | 100       | 70               |
| 8,350         | 9,500         | 70                  | 70        | 70               |
| 9,500         | 10,900        | 80                  | 80        | 70               |
| 10,900        | 13,700        | 70                  | 70        | 70               |
| 13,700        | 14,900        | 80                  | 80        | 70               |
| 14,900        | 15,300        | 70                  | 70        | 70               |
| 15,300        | 16,853        | 80                  | 80        | 70               |
| 16,853        | 20,400        | 70                  | 70        | 70               |
| 20,400        | 21,650        | 60                  | 60        | 60               |
| 21,650        | 22,100        | 80                  | 80        | 70               |
| 22,100        | 24,558        | 90                  | 90        | 70               |
| 24,558        | 25,200        | 80                  | 80        | 70               |
| 25,200        | 25,500        | 70                  | 70        | 70               |
| 25,500        | 27,000        | 80                  | 80        | 70               |
| 27,000        | 33,600        | 70                  | 70        | 60               |
| 33,600        | 35,700        | 80                  | 80        | 60               |
| 35,700        | 52,600        | 70                  | 70        | 60               |
| 52,600        | 54,200        | 100                 | 100       | 70               |
| 54,200        | 56,400        | 90                  | 90        | 70               |
| 56,400        | 57,827        | 50                  | 50        | 50               |
| 57,827        | 60,430        | 70                  | 70        | 70               |
| 60,430        | 61,828        | 60                  | 60        | 60               |
| 61,828        | 64,447        | 70                  | 70        | 70               |
| 64,447        | 65,509        | 60                  | 60        | 60               |
| 65,509        | 79,291        | 70                  | 70        | 70               |
| 79,291        | 81,180        | 50                  | 50        | 50               |
| 81,180        | 88,810        | 70                  | 70        | 70               |
| 88,810        | 104,450       | 80                  | 80        | 70               |
| 104,450       | 105,100       | 70                  | 70        | 60               |
| 105,100       | 105,300       | 30                  | 30        | 30               |
| 105,300       | 112,100       | 70                  | 70        | 60               |
| 112,100       | 113,100       | 50                  | 50        | 50               |
| 113,100       | 117,600       | 70                  | 70        | 60               |
| 117,600       | 118,750       | 60                  | 60        | 60               |
| 118,750       | 119,600       | 50                  | 50        | 50               |
| 119,600       | 125,400       | 70                  | 70        | 60               |
| 125,400       | 125,800       | 40                  | 40        | 40               |
| 125,800       | 126,400       | 60                  | 60        | 60               |
| 126,400       | 126,900       | 30                  | 30        | 30               |
| 126,900       | 132,090       | 60                  | 60        | 60               |
| 132,090       | 137,900       | 70                  | 70        | 60               |
| 137,900       | 138,450       | 40                  | 40        | 40               |
| 138,450       | 138,785       | 30                  | 30        | 30               |
| 138,785       | 139,200       | 60                  | 60        | 50               |
| 139,200       | 139,700       | 30                  | 30        | 30               |
| 139,700       | 146,374       | 60                  | 60        | 50               |

## Czas jazdy
Deklarowany czas przejazdu na tym odcinku o dystansie 139 km przedstawia się następująco (według rozkładu jazdy 2009/2010):
Pociąg regio 33101 relacji Kraków Główny – Krynica-Zdrój (odc. Tw-Ma 139 km).

| Stacja          | Odjazd | Czas postoju | Czas podróży   |
| --------------- | ------ | ------------ | -------------- |
| Tarnów          | 7:40   | –            | 0              |
| Stróże          | 08:57  | 3 min        | 1 godz. 14 min |
| Nowy Sącz       | 09:37  | 2 min        | 1 godz. 55 min |
| Piwniczna Zdrój | 10:04  | .5 min       | 2 godz. 24 min |
| Muszyna         | 10:47  | –            | 3 godz. 7 min  |

Międzynarodowy pociąg regio 8751 relacji Krynica-Zdrój – Plaveč (odc. Ma-Lw 7 km).

| Stacja         | Odjazd | Czas postoju | Czas podróży |
| -------------- | ------ | ------------ | ------------ |
| Muszyna        | 08:35  | –            | 0            |
| Muszyna Poprad | 08:40  | 1 min        | 4 min        |
| Leluchów       | 08:45  | –            | 10 min       |

## Galeria

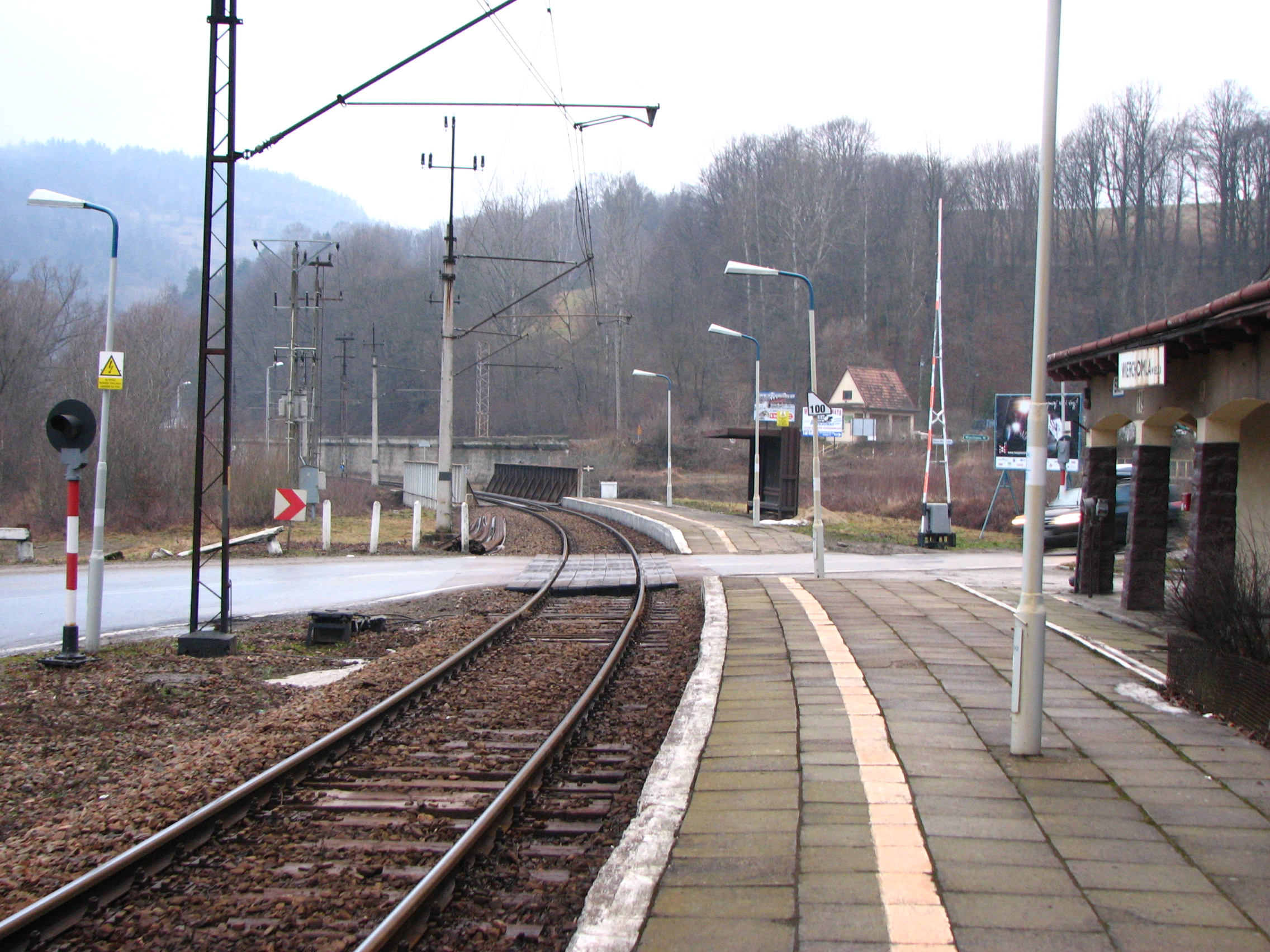
Peron w Wierchomli Wielkiej
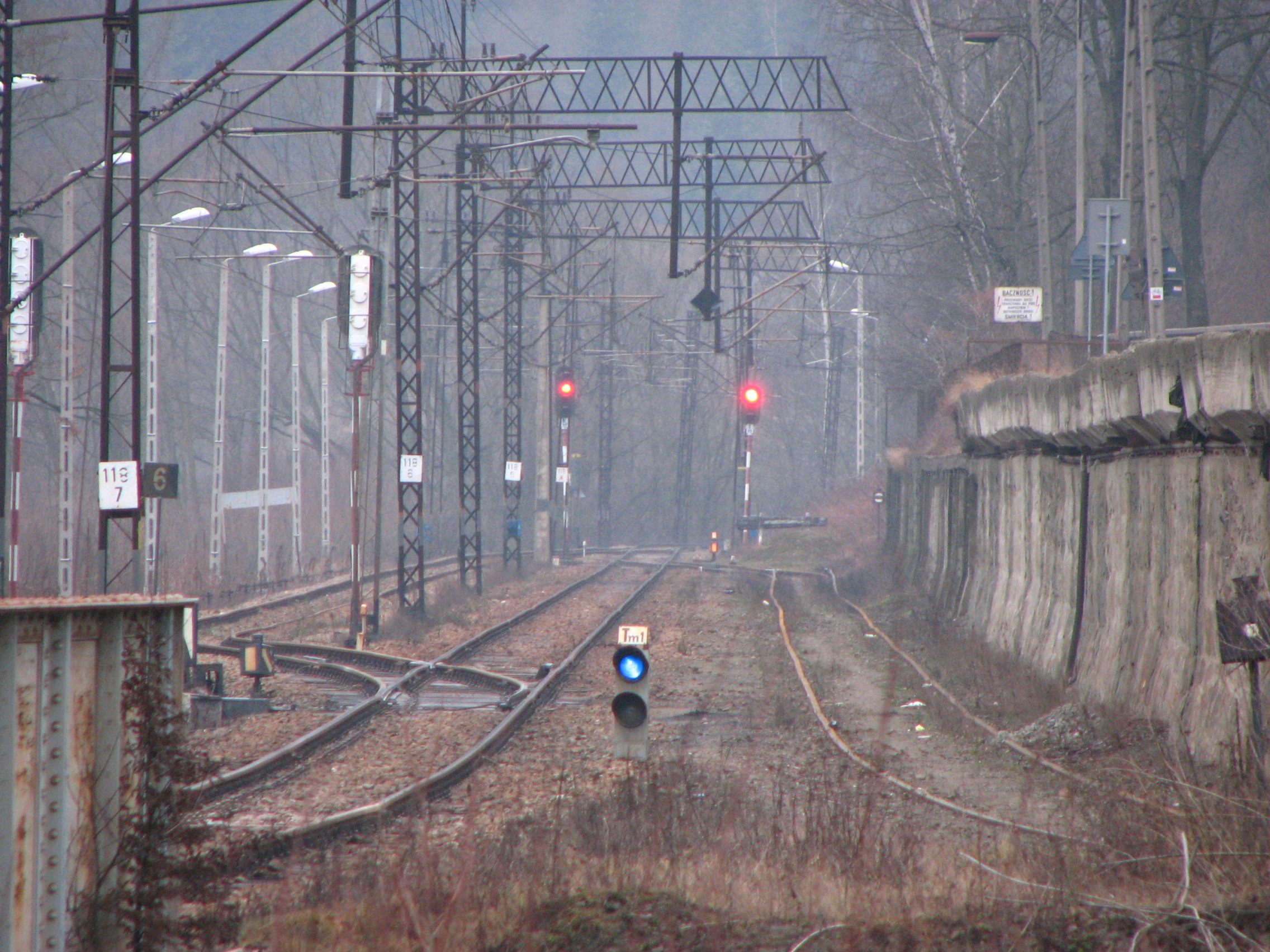
Torowisko w Wierchomli Wielkiej
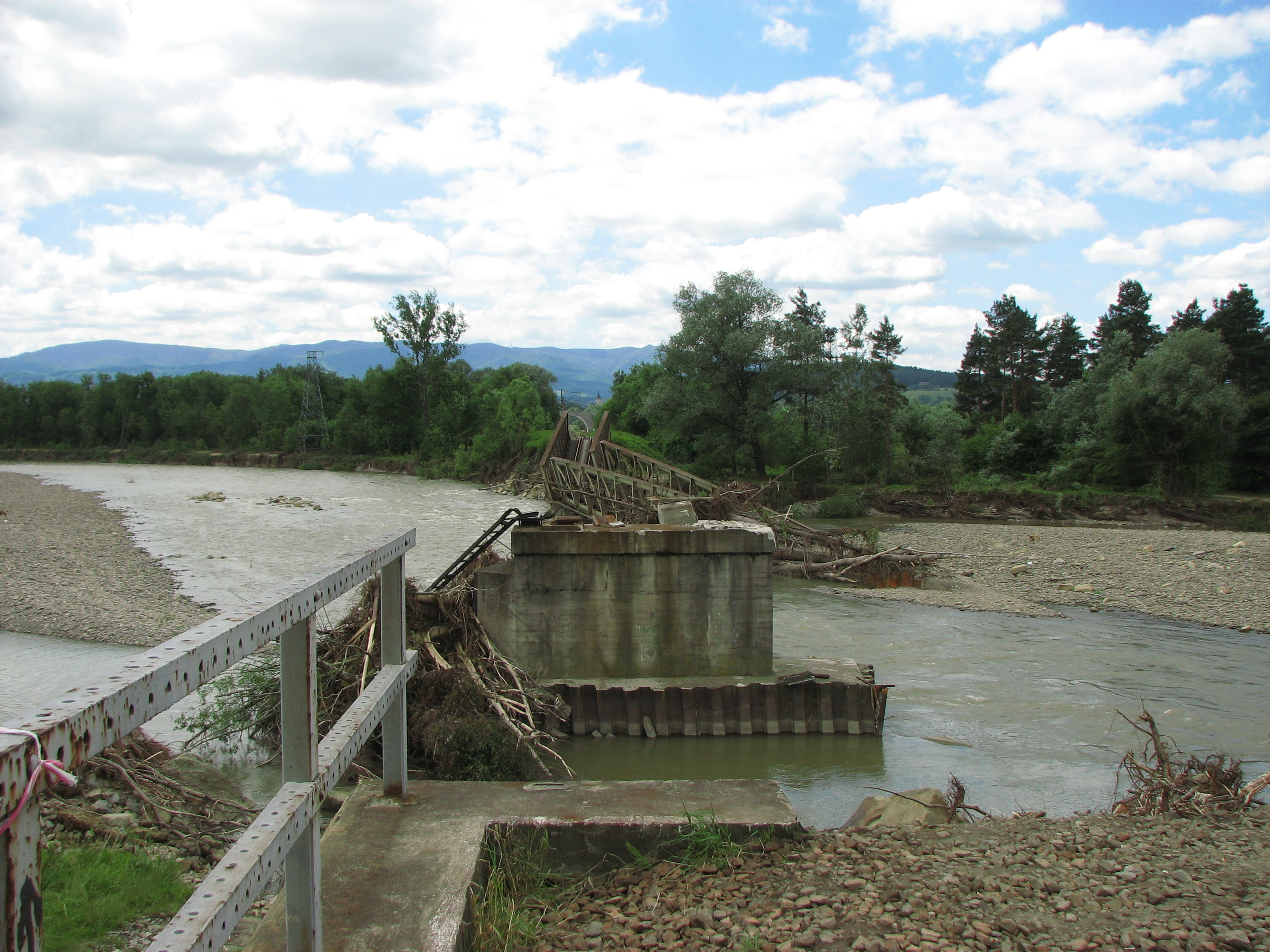
Zerwany most kolejowy między Nowym Sączem a Starym Sączem
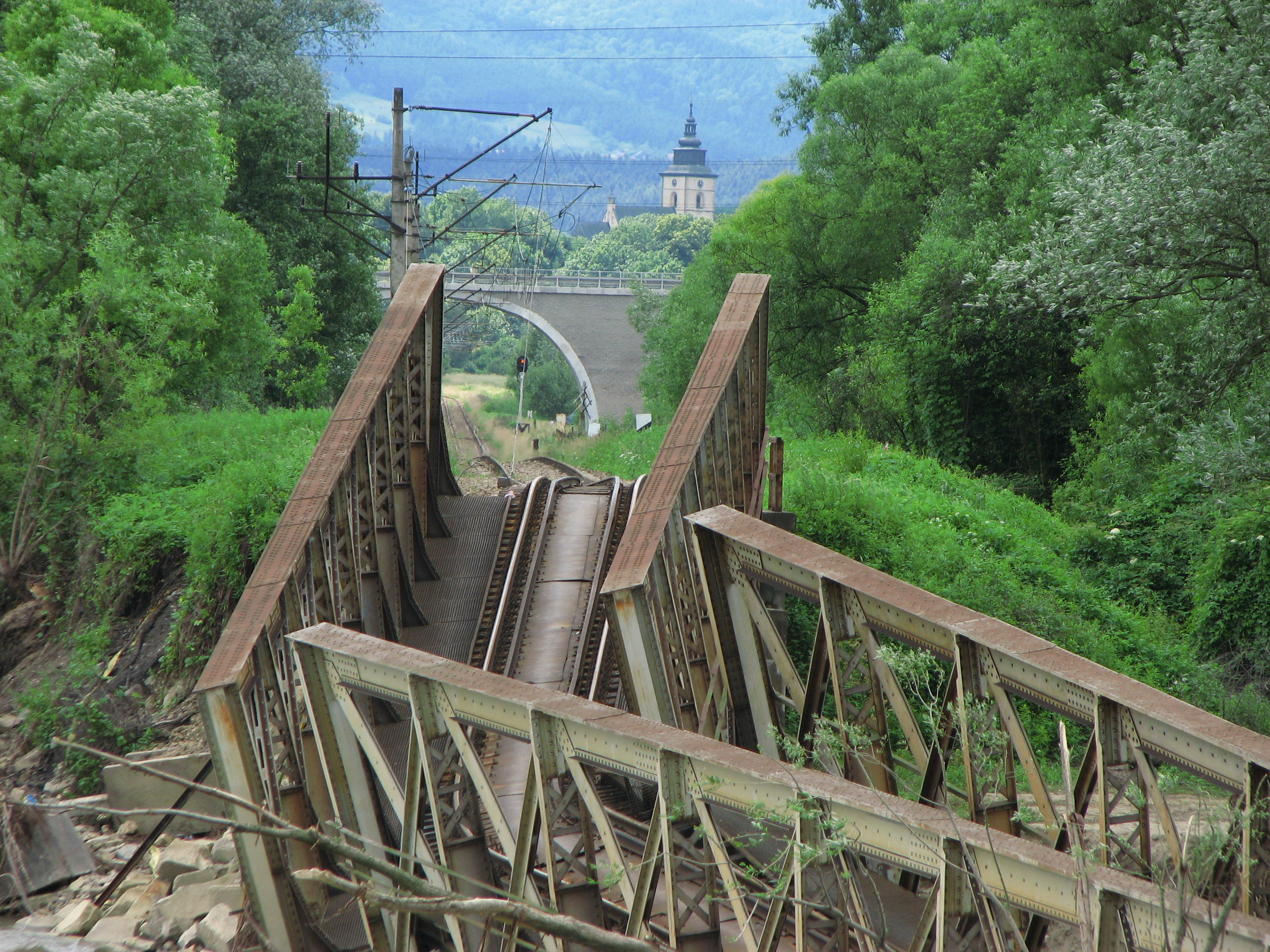
Zerwany most kolejowy między Nowym Sączem a Starym Sączem
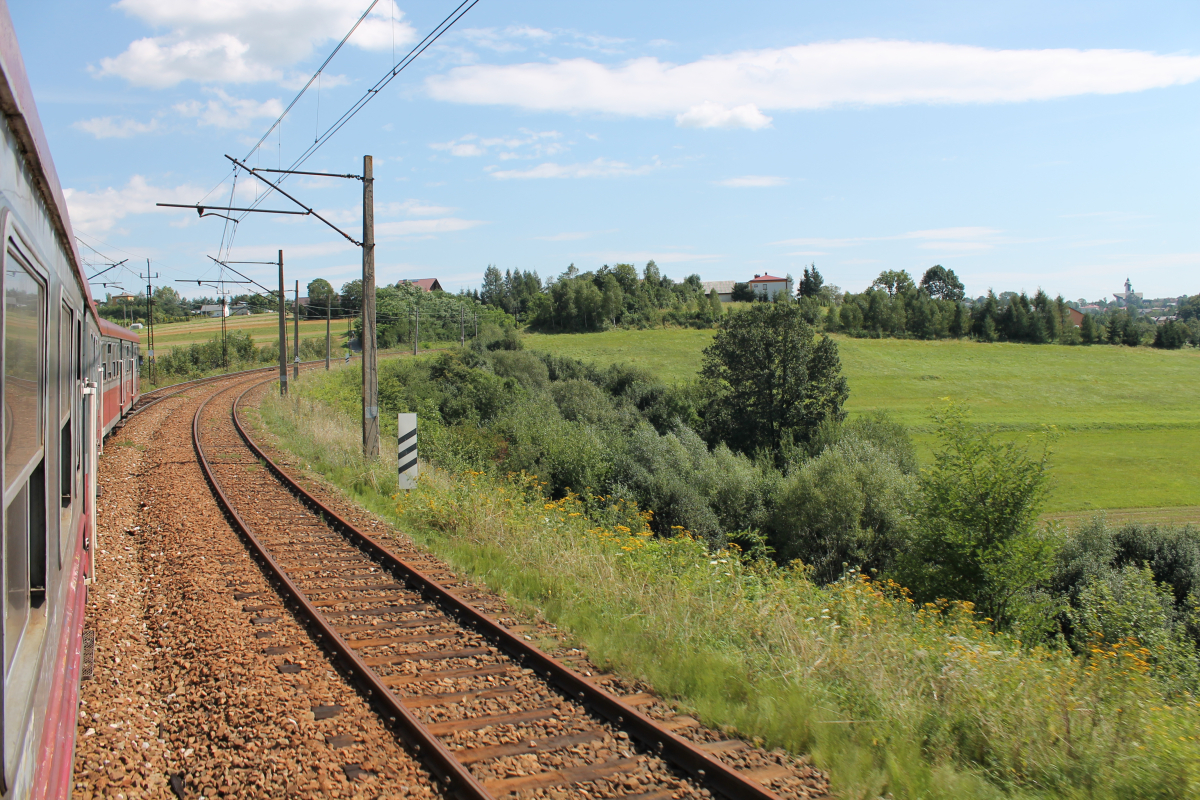
Widok z okna pociągu na odcinek linii w okolicach Ptaszkowej
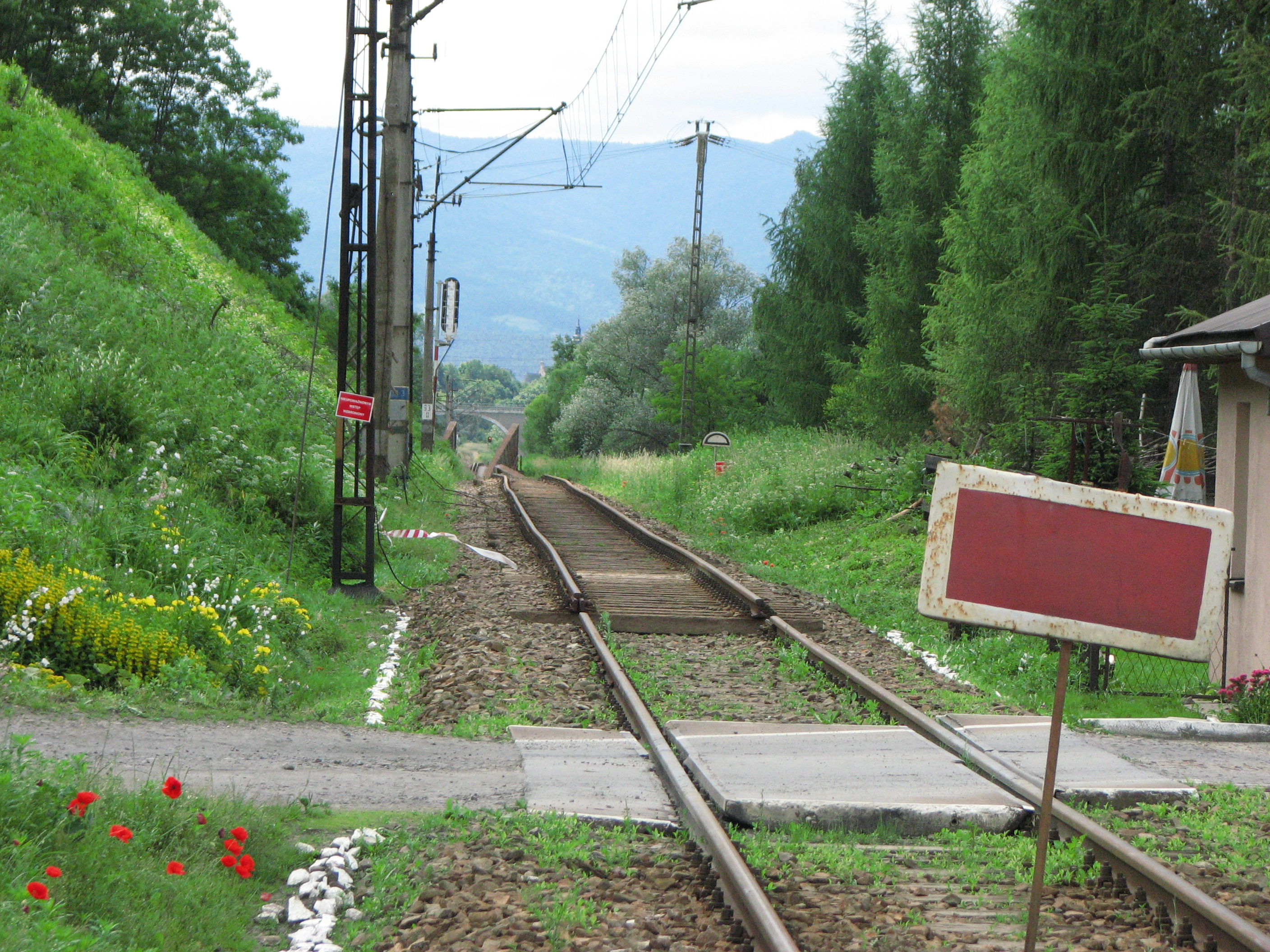
Widok z przystanku Nowy Sącz – Biegonice w stronę zniszczonego mostu
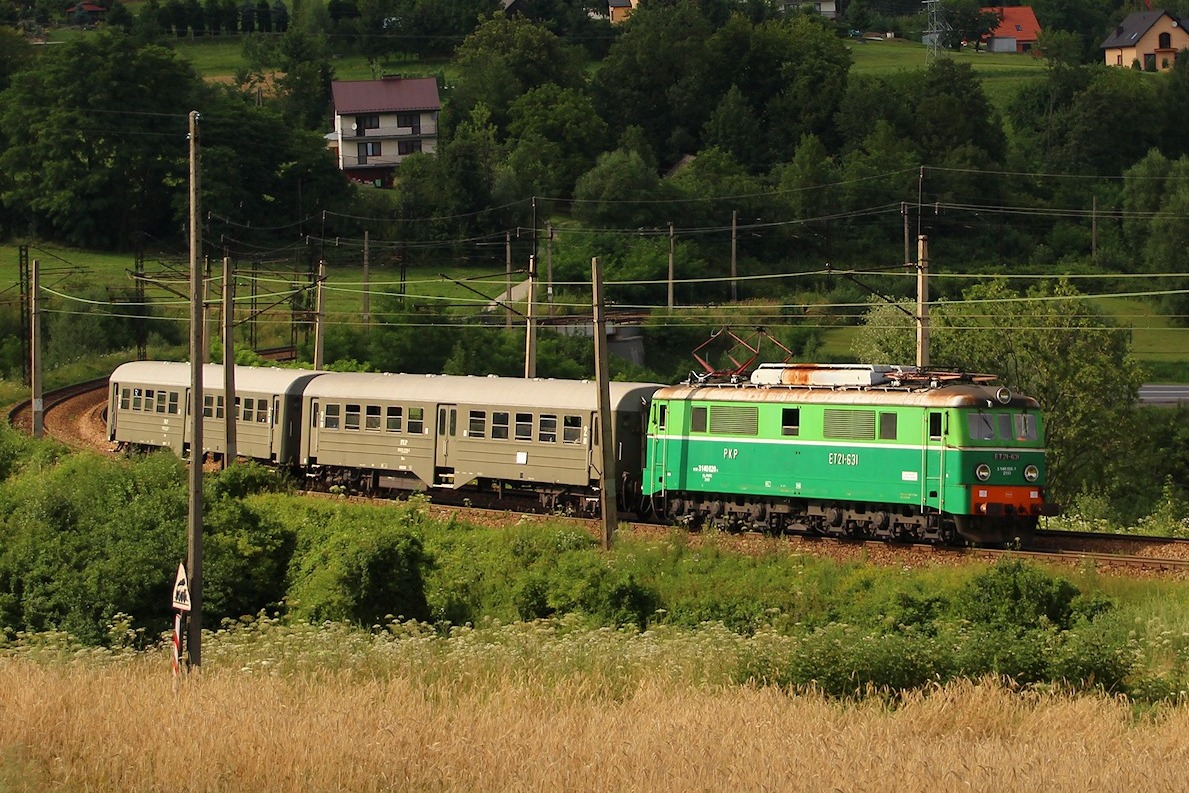
Pociąg specjalny w okolicach Grybowa

## Infrastruktura

### Posterunki ruchu i punkty ekspedycyjne
Na linii znajduje się 41 różnych punktów eksploatacyjnych, w tym 15 stacji kolejowych, 26 przystanków.
| Rodzaj i nazwa                      | Zdjęcie | Liczba peronów | Liczba krawędzi peronowych | Infrastruktura |
| stacja Tarnów ♿︎                    |         | 3              | 6                          | - przejście pod torami - kasy biletowe - biletomaty (KMŁ) - parking - punkt gastronomiczny - informacja dla podróżnych |
| przystanek Kłokowa                  |         | 1              | 1                          | |
| stacja Łowczówek Pleśna             |         | 1              | 2                          | - kasy biletowe |
| przystanek Łowczów                  |         | 2              | 2                          | |
| stacja Tuchów                       |         | 1              | 2                          | |
| przystanek Lubaszowa                |         | 1              | 1                          | |
| przystanek Siedliska koło Tuchowa   |         | 2              | 2                          | |
| przystanek Chojnik                  |         | 1              | 1                          | |
| stacja Gromnik                      |         | 1              | 2                          | |
| stacja Bogoniowice Ciężkowice       |         | 1              | 2                          | |
| przystanek Pławna                   |         | 1              | 1                          | |
| stacja Bobowa                       |         | 1              | 2                          | |
| przystanek Bobowa Miasto            |         | 1              | 1                          | |
| przystanek Jankowa                  |         | 1              | 1                          | |
| przystanek Wilczyska                |         | 2              | 2                          | |
| stacja Stróże ♿︎                    |         | 2              | 4                          | |
| stacja Grybów                       |         | 1              | 2                          | |
| przystanek Ptaszkowa                |         | 2              | 2                          | |
| przystanek Mszalnica                |         | 2              | 2                          | |
| stacja Kamionka Wielka              |         | 1              | 2                          | |
| przystanek Nowy Sącz Jamnica        |         | 2              | 2                          | |
| przystanek Nowy Sącz Gorzków ♿︎     |         | 2              | 2                          | - przejście podziemne                                                                                                  |
| stacja Nowy Sącz ♿︎                 |         | 2              | 3                          | - kładka nad torami - kasy biletowe - parking - kiosk - informacja dla podróżnych                                      |
| przystanek Nowy Sącz Dąbrówka ♿︎    |         | 1              | 1                          | |
| przystanek Nowy Sącz Biegonice      |         | 1              | 2                          | |
| stacja Stary Sącz                   |         | 1              | 2                          | |
| przystanek Barcice                  |         | 1              | 2                          | |
| stacja Rytro                        |         | 1              | 2                          | |
| przystanek Młodów                   |         | 1              | 1                          | |
| przystanek Piwniczna-Zdrój          |         | 1              | 1                          | |
| stacja Piwniczna                    |         | 2              | 4                          | |
| przystanek Łomnica-Zdrój            |         | 1              | 1                          | |
| przystanek Wierchomla Wielka        |         | 1              | 1                          | |
| przystanek Zubrzyk                  |         | 1              | 1                          | |
| stacja Żegiestów                    |         | 2              | 2                          | |
| przystanek Żegiestów-Zdrój          |         | 1              | 1                          | |
| przystanek Andrzejówka              |         | 1              | 2                          | |
| przystanek Milik                    |         | 1              | 1                          | |
| stacja Muszyna                      |         | 1              | 2                          | |
| nieczynny przystanek Muszyna Poprad |         | 1              | 1                          | |
| nieczynny przystanek Leluchów       |         | 1              | 1                          | |